# قائمة الأعلام الموريتانية
هذه هي قائمة الأعلام الموريتانية.

## الأعلام الوطنية
| علَم | تاريخ         | يستخدم        | وصف                                                                 |
| --- | ------------- | ------------- | ------------------------------------------------------------------- |
|     | 1959-2017     | علم موريتانيا | راية خضراء، بهلال ونجمة ذهبيين متجهين لأعلى.                        |
|     | 2017-حتى الآن | علم موريتانيا | شريطان أحمران يحيطان بخلفية خضراء، بهلال ونجمة ذهبيين متجهين لأعلى. |

## أعلام الحكومة
| علَم | تاريخ         | يستخدم        | وصف |
| --- | ------------- | ------------- | --- |
|     | 2017-حتى الآن | علم الحكومة   | شريطان أحمران يحيطان بخلفية خضراء، بهلال ونجمة ذهبيين متجهين لأعلى، وحدود ذهبية واسم الدولة العربية مكتوبًا باللون الذهبي في الشرائط الحمراء. |
|     | 2017-حتى الآن | العلم الرئاسي | العلم الأبيض مع الختم في الوسط. |

## أعلام الجماعات العرقية
| علَم | تاريخ   | يستخدم     | وصف    |
| --- | ------- | ---------- | ------ |
|     | ؟ -حاضر | علم البربر | [ 10 ] |

## الأعلام التاريخية

### إمبراطورية مالي
| علَم | تاريخ     | يستخدم              | وصف                        |
| --- | --------- | ------------------- | -------------------------- |
|     | 1325-1464 | علم إمبراطورية مالي | خلفية ذهبية مع حدود حمراء. |

### تحت الحكم الفرنسي
| علَم | تاريخ               | يستخدم | وصف                                                                          |
| --- | ------------------- | --- | ---------------------------------------------------------------------------- |
|     | 1678-1685 1724-1728 | علم مملكة فرنسا | خلفية بيضاء مع العديد من زهور الزنبق وشعار النبالة الملكي في الوسط.          |
|     | 1855-1959           | علم الإمبراطورية الفرنسية الثانية، والجمهورية الفرنسية الثالثة، والحكومة المؤقتة للجمهورية الفرنسية، والجمهورية الفرنسية الرابعة | علم ثلاثي الألوان عمودي من الأزرق والأبيض والأحمر (النسب 3:2).               |
|     | 1940-1942           | علم فرنسا الفيشية | علم ثلاثي الألوان عمودي من الأزرق والأبيض والأحمر مع الفأس وسبعة نجوم ذهبية. |
|     | 1942-1944           | علم فرنسا الحرة | علم ثلاثي الألوان عمودي من الأزرق والأبيض والأحمر مع صليب لورين.             |